# Epipagis citronalis
Epipagis citronalis là một loài bướm đêm trong họ Crambidae.